# أرشيل غوركي
أرشيل غوركي (بالإنجليزية: Arshile Gorky)‏ (بالأرمنية:Արշիլ Գորկի) (1904-1948) واسمه الأصلي فوستانيك مانوك أدويان هو رسام أمريكي أرمني الأصل. ولد في عام 1904 بأحد ضواحي مدينة فان التاريخية بأرمينيا، وهي تابعة لتركيا حاليا. يتبع غوركي المدرسة التجريدية، ويقول النقاد أنه من أبرز ممثلين التيار التعبيري التجريدي في الفن التشكيلي.

## حياته
هاجر والد غوركي إلى الولايات المتحدة عام 1908، وتوفيت والدته من الجوع وهو في سن صغيرة. استطاع بعدها الوصول مع أخته إلى أمريكا عام 1920. عاش في لونغ آيلاند بنيويورك. وعمل بداية حياته في غسيل الأطباق بالمطاعم وترميم اللوحات، ثم أقام أول معرض رسم شخصي له في عام 1934.

## روابط خارجية
- أرشيل غوركي على موقع IMDb (الإنجليزية)
- أرشيل غوركي على موقع الموسوعة البريطانية (الإنجليزية)
- أرشيل غوركي على موقع إن إن دي بي (الإنجليزية)
- أرشيل غوركي على موقع ديسكوغز (الإنجليزية)